# Hereford
Hereford (/ˈhɛrᵻfərd/ⓘ) es una ciudad, sede episcopal, parroquia y county town de Herefordshire, en la región de los Midlands del Oeste (Inglaterra, Reino Unido). Se encuentra en la ribera del río Wye, aproximadamente a 26 km al este de la frontera de Gales, 39 km al sudoeste de Worcester, y 37 km al noroeste de Gloucester. Es la mayor localidad del condado.

## Etimología
Se dice que el nombre Hereford procede de las palabras anglosajonas here, ‘un ejército’ o ‘una formación de soldados’ y ford, ‘vado’, lugar por donde cruzar un río. Si este fuera el origen, sugeriría que Hereford fue el lugar por el que una partida de hombres armados vadeó el Wye. El nombre en galés para Hereford es Henffordd, que significa ‘camino viejo’, y se refiere, probablemente a la calzada romana que llevaba al cercano asentamiento de Stretton Sugwas.

## Historia
La catedral de Hereford data de 1079 y alberga el Mapamundi de Hereford, un mapa del mundo medieval datado en el siglo XIII, restaurado a finales del siglo XX. También aloja la célebre Biblioteca Chained. Una primera carta puebla de 1189 otorgada por Ricardo I de Inglaterra describe la ciudad como «Hereford de Gales» («Hereford in Wales»). Hereford disfruta del título de ciudad desde tiempo inmemorial, y esa consideración ha sido confirmada por última vez en octubre de 2000.
Aunque Hereford es conocida fundamentalmente como el centro comercial de una extensa zona rural agrícola, en la ciudad se producen aleaciones de níquel, productos químicos, marroquinería, sidra, cerveza, aves de corral, y ganado, particularmente de la famosa raza Hereford de vacuno. La ciudad fue el emplazamiento del Special Air Service británico (SAS) durante muchos años, hasta que el regimiento fue reubicado a las proximidades de Credenhill a finales de los años 1990. Hereford está servida por una estación de ferrocarril de la Welsh Marches Line (‘Línea de las Marcas de Gales’), que abrió en 1854. Hubo otra estación en Hereford, hoy cerrada, llamada Hereford Barton.

## Educación
En Hereford se encuentra el Royal National College for the Blind.

## Personajes ilustres
- Ellie Goulding, cantante pop y compositora.
- Ciudad originaria de la banda de rock Mott the Hoople, al igual que The Pretenders, con excepción de la cantante líder Chrissie Hynde, que no es natal de Hereford.